# Benedict Akwuegbu
Benedict Akwuegbu (* 3. November 1974 in Lagos) ist ein nigerianischer ehemaliger Fußballspieler auf der Position eines Stürmers.

## Vereinskarriere
Akwuegbu begann seine Karriere 15-jährig beim nigerianischen Erstligisten Highlanders. 1991 wechselte er nach Europa zum französischen Ligue 1-Verein RC Lens.
1992, nach einer Saison in Frankreich, verließ Akwuegbu Lens in Richtung Belgien, wo er die nächsten sechs Jahre verbrachte. Er spielte ein Jahr beim Zweitligisten Eendracht Aalst und danach drei Jahre beim KRC Harelbeke, mit dem er 1995 in die 1. Division aufstieg. In dieser Liga gelang Akwuegbu 17 Treffer in 2 Saison. Daraufhin wechselte er zum Zweitligisten SV Zulte-Waregem, der mit ihm den vierten Platz erreichte und in den Play-offs zur ersten Liga am KVC Westerlo scheiterte. Akwuegbu hatte in nur 16 Partien in dieser Spielzeit neun Tore erzielt.
Daraufhin wurde er 1998 für $ 500.000 vom österreichischen Erstligisten Grazer AK verpflichtet, mit dem er in der Saison 1998/99 den dritten Platz und den UEFA-Pokal erreichte. Unvergessen bleibt seine Leistung für die Fans des Grazer Klubs im UEFA-Cup 1998/99. Beim Heimspiel der Grazer gegen den AS Monaco erzielte der Nigerianer zwei Treffer gegen den Torhüter des frisch gekürten Weltmeisters Frankreich, Fabien Barthez. Einer der beiden Treffer war ein Ball durch die Beine, im österreichischen Fußballjargon auch „Gurkerl“ genannt. 2000 gewann er mit den Athletikern den österreichischen Pokal. Mit Ausnahme einer Spielzeit auf Leihe 2002 beim chinesischen Verein Shenyang Yinde war Akwuegbu bis Saisonende 2004 beim GAK unter Vertrag. In der Meistersaison 2003/04 hatte er in der Herbstsaison noch einige Einsätze, seinen Stammplatz aber verloren und wurde in der Winterpause an den FC Kärnten verliehen. 
Nach weiteren Stationen in Österreich sowie in Deutschland und der Schweiz wechselte Akwuegbu 2006 zum chinesischen Verein Tianjin Teda, es folgten weitere Stationen in Fernost, bis er schließlich ab Juli 2007 vereinslos war. Im Juli 2008 wechselte Akwuegbu in die Volksrepublik China zu Beijing Hongdeng. Nur ein halbes Jahr später, im Jänner 2009, kam er zurück nach Österreich, wo er einen Vertrag beim SVL Flavia Solva unterschrieb. Nach sieben Spielen und zwei Toren verließ er bereits im Mai 2009 wieder den Verein. Im November 2009 kam er in der englischen Football Conference bei Basingstoke Town unter. Nach zwei Saisonspielen mit einem Torerfolg wurde er im Mai 2010 wieder freigestellt.

### Titel und Erfolge
Erfolge im Verein
- 1× österreichischer Meister: 2003/04 (Grazer AK)
- 1× ÖFB-Cup-Sieger: 1999/2000 (Grazer AK)
- Aufstieg in die Jupiler League mit KRC Harelbeke (1995)
- 1× Meister der steirischen Landesliga: 2008/09 (SVL Flavia Solva)

Individuelle Erfolge
- Bester ausländischer Spieler der österreichischen Fußball-Bundesliga (1999)

## Karriere in der Nationalmannschaft
Akwuegbu wurde 1989 als jüngster Spieler der nigerianischen U-16-Nationalmannschaft für die U-18-Weltmeisterschaft nominiert. Vier Jahre spielte er in der U-20-Auswahl neben Spielern wie Nwankwo Kanu und Taribo West.
Für die A-Nationalmannschaft wurde Akwuegbu erstmals 1999 nominiert. Beim Afrikacup 2000 kam er in der Vorrunde zu drei Einsätzen. Er stand 2002 sowohl beim Afrika-Cup als auch bei der Weltmeisterschaft in Japan und Südkorea im nigerianischen Kader.

## Persönliches
Benedict Akwuegbu hat einen Bruder Emmanuel Akwuegbu, welcher auch als Fußballspieler aktiv war.